# Pac-Man Championship Edition
Pac-Man Championship Edition (パックマン チャンピオンシップエディション, Pakkuman Chanpionshippu Edishon) est un jeu vidéo de la série Pac-Man, développé par Namco Bandai Games. Publié à l'origine sur le service Xbox Live Arcade de la Xbox 360 en 2007, il est ensuite sorti sur les plateformes Android, iOS, J2ME, Roku, Maemo 5 et S60, PlayStation Portable et PlayStation 3, Nintendo 3DS (dans le jeu Pac-Man and Galaga Dimensions) ainsi que dans la compilation de jeux Pac-Man Museum sur Xbox 360, PlayStation 3 et Steam pour la version Microsoft Windows.
Pac-Man Championship Edition a connu deux successeurs, une suite indirecte, Pac-Man Championship Edition DX, sorti en 2010, avec de nouveaux éléments de gameplay, et une suite directe, Pac-Man Championship Edition 2, sortie sur PlayStation 4, Xbox One et PC en 2016.

## Système de jeu
Comme dans le jeu Pac-Man original, le gameplay de base consiste à faire naviguer Pac-Man à travers un labyrinthe, en mangeant des pac-billes, des super pac-gommes, des objets bonus (tels que des fruits, des clés et d'autres objets), ainsi qu'éviter les fantômes. Si Pac-Man est attrapé par un fantôme, le joueur perd une vie. Manger une super pac-gomme fait que les fantômes deviennent bleus, permettant à Pac-Man de les manger et de les renvoyer dans leur cage, où ils réapparaissent sous leur forme originale.
Cependant, il y a plusieurs différences majeures par rapport à son homologue d'origine, faisant de Pac-Man Championship Edition un jeu plus rapide. Chaque labyrinthe est divisé en deux moitiés. Manger tous les pac-billes sur une moitié de l'écran fait apparaître un objet bonus de l'autre côté, et manger l'objet provoque l'apparition d'un nouveau labyrinthe sur l'autre moitié. Les joueurs peuvent également collecter des super pac-gommes supplémentaires pour augmenter le temps de jeu et continuer à gagner le maximum de points pour manger des fantômes. Plus le joueur reste en vie, plus le jeu va vite et plus de billes peuvent être gagnés. Contrairement aux niveaux, le jeu est joué dans un certain délai, les joueurs tentants d'obtenir le meilleur score possible.
Le jeu dispose de six modes : Championnat, qui est le mode de base de cinq minutes, deux modes de défi qui modifient le stage (tels que l'augmentation des pac-gommes dans le niveau ou de mettre le labyrinthe dans l'obscurité) et trois modes supplémentaires comportant différents labyrinthes. Le jeu prend également en charge les classements en ligne.

## Versions du jeu
Le jeu a été initialement publié sur le service Xbox Live Arcade le 6 juin 2007. L'annonce du jeu a fait augmenter les ventes de la Xbox 360 au Japon[réf. nécessaire]. Pac-Man Championship Edition est également disponible sur un disque intitulé Xbox Live Arcade Compilation qui est livré avec le pack Xbox 360 Arcade, ainsi que dans la compilation Namco Museum Virtual Arcade (dans ce dernier cas, il ne peut pas être accédé au sein de NMVA lui-même, mais il est accessible à partir de la bibliothèque de jeux). Les portages sur iOS, J2ME, Android et PSP minis ont été lancés respectivement le 10 décembre 2009, mi-2009, fin 2010 et le 1er décembre 2010. Pac-Man Championship Edition DX a été publié sur Xbox Live Arcade le 17 novembre 2010 et sur PlayStation Network le 23 novembre 2010,. Pac-Man Championship Edition a été porté sur Nintendo 3DS dans la compilation Pac-Man and Galaga Dimensions en 2011 et est inclus dans le jeu téléchargeable Pac-Man Museum en 2014.

## Championnat du monde
Le 5 juin 2007, le premier Championnat du monde Pac-Man a eu lieu à New York, réunissant dix concurrents de huit pays pour jouer Pac-Man Championship Edition juste avant sa sortie sur Xbox Live Arcade. Les deux meilleurs participants, l'Autrichien Robert Glashuettner et le Mexicain Carlos Daniel Borrego Romero, ont complété pour le championnat un duel de cinq minutes. Borrego a été nommé champion du monde Pac-Man et a remporté une console Xbox 360, spécialement décorée avec des illustrations de Pac-Man et signée par Tōru Iwatani,.
Les participants étaient :
1. Daniel Borrego (Mexico)
2. James Rodgers (UK)
3. Billy Mitchell (USA)
4. Dwyane Richard (Canada)
5. Huang Wei Hua (Taiwan)
6. Reuben Anderson (New Zealand)
7. Jason Gahler (USA)
8. Kitayatsu Hiroaki (Japan)
9. Timothy Balderramos (USA)
10. Robert Glashuettner (Austria)

## Critiques
Pac-Man Championship Edition a reçu des critiques plutôt positives de la part des critiques, avec des critiques affirmant que le gameplay était « frais et excitant », « un des 'meilleurs' jeux téléchargeables/de divertissement occasionnel étant disponible » et « c'est "bien" de recréer un classique plutôt que de le mettre dans une compilation ». Jared Rea de Joystiq l'a appelé « la première véritable suite de Pac-Man depuis Ms. Pac-Man ». Les critiques incluent le manque d'un mode multjoueur. Le score du jeu sur l'agrégateur Metacritic est de 83 %, avec une moyenne d'utilisateurs de 8,5/10. Le portage sur iOS a été critiqué pour sa stratégie de microtransaction, tandis que le portage sur Android a été critiqué pour ses mauvais contrôles. IGN a critiqué la version PSP minis en raison de l'absence de classements en ligne et de son infériorité par rapport à sa suite.